# Dick Burleson
Richard Burleson, conegut com a Dick Burleson   (Johnson City, 1948), és un antic pilot de motocròs i enduro nord-americà. Considerat un dels millors competidors de la història dels campionats de l'AMA, va guanyar un total de vuit campionats nacionals d'enduro consecutius, un rècord mai no igualat. El seu domini d'aquest campionat li va valdre el sobrenom de King Richard. Burleson va ser incorporat a l'AMA Motorcycle Hall of Fame el 1999 i el 2016 en va ser nomenat "Llegenda" (AMA Motorcycle Hall of Fame Legend). El 2023 va ser incorporat al Motorsports Hall of Fame of America.

## Biografia
Burleson va començar la seva carrera esportiva a finals de la dècada del 1960 competint en curses de motocròs. El 1970 en va esdevenir professional i va competir a la primera Trans-AMA, un torneig de tardor que comptava amb la participació dels millors pilots europeus. Burleson va acabar quart a la general i va ser el millor nord-americà, cosa que li atorgà el títol de "campió nacional de motocròs" en uns moments en què l'AMA no havia creat encara el seu propi campionat.
Burleson va començar a competir també en proves d'enduro i va descobrir que aquesta forma de competició li agradava. Va establir un rècord en guanyar-ne vuit campionats nacionals consecutius entre el 1974 i el 1981, a més de guanyar vuit medalles d'or consecutives representant els Estats Units als Sis Dies Internacionals (ISDT) durant el mateix període. Abans, el 1973, ja havia format part de l'equip dels Estats Units que va guanyar el Vas d'argent als ISDT, celebrats a Dalton (Massachusetts). En total, Dick Burleson va guanyar 60 proves d'enduro puntuables per als campionats nacionals (AMA National Enduro) durant la seva carrera.
Després de retirar-se de les competicions el 1982, Burleson es va mantenir vinculat a l'esport, va fundar una empresa de venda d'accessoris per a motocicleta per correu i va ajudar a dissenyar una línia de roba esportiva per a motociclisme fora d'asfalt.

## Vida personal
Dick Burleson està casat amb Jill Burleson. El matrimoni resideix a Traverse City (Michigan) i té dos fills: Jon-Erik i Lindsay Kate. Jon-Erik Burleson va ser president de KTM North America del 2005 al 2016.

## Palmarès
- 1 Victòria al Vas d'argent als ISDT (1973)
- 8 Medalles d'or als ISDT (1974-1981)
- 8 Campionats AMA d'enduro (1974-1981)
- 1 Campionat dels Estats Units de motocròs (millor nord-americà a la Trans-AMA de 1970)